# Manuel Ricart Serra
Manuel Ricart Serra (Barcelona, 8 de abril de 1913-ibídem, 16 de abril de 2014) fue un pintor figurativo catalán, hijo del pintor Manuel Ricart Hostench, que desarrolló su actividad desde principios de los años 1940 hasta principios de los 1980.

## Biografía
Su formación artística comenzó a los 12 años, en las clases nocturnas en la Escuela de la Lonja (conocida como la Llotja), teniendo como profesores a Félix Mestres, Antoni Vila Arrufat y Ramón Calsina. A los 18 años entabló amistad con el pintor Josep Maria Mallol Suazo. De aquella época data su colaboración con la revista L'Esquella de la Torratxa, para la que realizó dibujos humorísticos. Simultaneó esta actividad con trabajos de grafismo y decoración. En 1936 finalizó sus estudios en la Llotja y expuso sus dos primeras obras en el Salón de Barcelona, recibiendo buena crítica. La Guerra Civil Española supuso un parón en su prometedora carrera, pues fue movilizado y destinado primero a Gerona y luego a Guadalajara. Acabada la guerra volvió a Barcelona en 1939, y la situación era pésima, pues su hermano Juan y su madre habían fallecido en un bombardeo sobre Barcelona, y tanto la casa como el estudio habían sido arrasados. A pesar de ello, recibió pronto un encargo y, en 1941, realizó su primera exposición individual en la galería Syra de Barcelona, a la que siguieron otras exposiciones en Madrid, Lisboa y Oporto. Desde 1949 a 1964 redujo su actividad artística por motivos personales y profesionales, pero al volver lo hizo ya con la madurez y solidez de un artista. Desde 1971 se dedicó por entero a la pintura hasta mediados de los 1980. Manuel Ricart Serra está representado en la Real Academia de Bellas Artes de Sant Jordi en Barcelona, y en numerosas colecciones particulares en Europa y en América.

## Obra
Su obra es figurativa, cultivando principalmente el paisaje, el retrato y el bodegón. Recibió inicialmente influencia de Joaquim Sunyer, del cual fue discípulo y amigo, hasta consolidar un estilo propio que en palabras del crítico de arte Josep Maria Cadena se caracteriza por un  seguimiento de las normas clásicas del dibujo, una frescura del color y una ausencia de estridencias.

## Premios y reconocimientos
- 1943-Seleccionado por el Ministerio de Educación para exponer en Lisboa y Oporto dentro de las muestras oficiales de Arte Español.

- 1945-Medalla de Plata por el cuadro Olivos otorgada por la Academia Catalana de Bellas Artes de San Jorge.[2]